# نقش‌برجسته سنگ دوم تنگ سروک
نقش برجسته سنگ دوم تنگ سروک مربوط به الیمایی است و در شهرستان بهمئی، بخش مرکزی، تنگ سروک، کیلومتری ۱۲ جاده ارتباطی لیکک به ممبی واقع شده و این اثر در تاریخ ۲۲ آبان ۱۳۸۶ با شمارهٔ ثبت ۱۹۹۴۸ به‌عنوان یکی از آثار ملی ایران به ثبت رسیده است.